# Joxe Azurmendi
Joxe Azurmendi Otaegi (Cegama, Guipúzcoa, 19 de marzo de 1941-San Sebastián, 1 de julio de 2025) fue un escritor en euskera, filósofo, ensayista y poeta hispano-alemán. Ha publicado numerosos artículos y libros sobre ética, política, filosofía del lenguaje, técnica, literatura vasca y filosofía en general.
Fue director de Jakin irakurgaiak, editorial que bajo su dirección ha publicado más de 40 libros hasta la fecha. Asimismo, ha colaborado en la traducción al euskera de obras filosóficas en la editorial Klasikoak. Fue uno de los fundadores de Udako Euskal Unibertsitatea. Actualmente es catedrático de Filosofía Moderna y profesor en la Universidad del País Vasco. En 2010 fue nombrado académico de honor por Real Academia de la Lengua Vasca.

## Biografía
Joxe Azurmendi comenzó sus estudios con los frailes en Zarauz (Guipúzcoa) y estudió filosofía con los franciscanos en Olite (Navarra). Es allí donde tomó contacto con la literatura clásica vasca. Los años 1959 y 1960 los pasó en Aránzazu (Guipúzcoa) donde estudió teología. Más tarde, en 1964, enseñó literatura vasca y latina en Forua (Vizcaya). En 1965 se exilió, recorriendo Francia, Alemania, Finlandia, Hungría e Italia. Recaló en Roma donde estudió teología durante un año. Prosiguió sus estudios en Münster.
A comienzos de la década de los 60 ingresó en el movimiento cultural en torno a la revista Jakin. Era director de dicha revista cuando fue prohibida por vez primera por el Franquismo. Después de que se reanudara la publicación ha colaborado en ella sin interrupción.
Los primeros años de los 70 los dedicó a la divulgación de una literatura básica en vasco sobre temas que se debatían en el País Vasco como la nación, el socialismo, el internacionalismo etc.
En los años 80 abandona la orden de los Franciscanos y comienza a impartir clase en la Universidad del País Vasco. En 1984 presenta su tesis sobre José María Arizmendiarrieta, fundador del movimiento cooperativo de Mondragón. En la tesis defendió que el proyecto de Arizmendiarrieta pretendía conjugar al individuo y a la sociedad bajo una organización que uniera el socialismo y el personalismo francés.
En 1992 publicó Espainolak eta euskaldunak (Elkar), su obra más conocida. Lo escribió como reacción a un texto de Sánchez-Albornoz que reza así: “Los vascos son los últimos que se han civilizado en España; tienen mil años menos de civilización que cualquier otro pueblo... Son gentes rudas, sencillas, que además se creen hijos de Dios y herederos de su gloria. Y no son más que unos españoles sin romanizar”. En esa obra Joxe Azurmendi desmonta los tópicos sobre los vascos de ciertos intelectuales españoles.
Es en los albores del siglo XXI cuando su obra alcanza el máximo nivel. Publica la trilogía formada por Espainiaren arimaz (2006, Elkar), Humboldt. Hizkuntza eta pentsamendua (2007, UEU) y Volkgeist. Herri gogoa (2008, Elkar). En dicha trilogía Joxe Azurmendi nos muestra lo más significativo de su pensamiento.
En 2019 la Universidad del País Vasco (UPV/EHU) y la Diputación Foral de Guipúzcoa, suscribieron un convenio de colaboración para la creación, desarrollo y sostenimiento de la Cátedra de Pensamiento Contemporáneo “Joxe Azurmendi”. Convenio cuyo objetivo principal es el de investigar y transmitir la obra y el pensamiento del filósofo Joxe Azurmendi y de sus contemporáneos.

## Pensamiento
La obra de Azurmendi está muy relacionada con el contexto histórico vasco en que fue escrita: el del terrorismo de la banda ETA.
Concretamente, Azurmendi dedica un lugar especial a la legitimación moral de la violencia contra un régimen democrático y el Estado de derecho. En repetidas ocasiones, Azurmendi recurre al análisis de la obra del escritor francés en euskera de simpatías filonazis Jon Mirande (al que admira como referente nacionalista) para exponer sus propias tesis acerca de esta cuestión. Así, defiende que Mirande pretendía reemplazar la «Euskal Herria cristiana, pacífica, democrática, “honrada” e insoportable […] lo inadmisible de nuestra Euskal Herria actual» por «la necesidad de pensar la alternativa de una Euskal Herria muy diferente».
Esta práctica de Azurmendi es especialmente notoria en su libro  Demokratak eta biolentoak  (1997). En un momento dado del mismo trata de imaginar lo que Mirande respondería si le preguntasen por la legitimidad de la violencia contra un Estado democrático: 

«si entiendo correctamente su posición, puedo imaginar que nos devolvería muy sorprendido la pregunta: «¿por qué ha de ser la violencia contra la democracia más injusta que la violencia contra la monarquía, la tiranía o cualquier otro sistema?» […] Por tanto, a la tesis que dice “ahora hay democracia, la violencia no tiene razón de ser” contrapondremos de inmediato esta antítesis, interpretando -a nuestro entender- el modo de pensar de Mirande»
Demokratak eta biolentoak, San Sebastián, Ed. Elkar, 1997, págs. 26-28.

Frecuentemente, Azurmendi se vale del relativismo moral y de otros ejemplos históricos según él equiparables al vasco para defender su postura respecto al uso de la violencia en una sociedad democrática: 

«Hay tan pocos movimientos de liberación democráticos, pacíficos y compasivos en el mundo como blancos caballos negros de Santiago (y ahora pondremos, a propósito, a Gandhi entre paréntesis). La “moral” democrática no tendría sentido en una sociedad aristocrática (por ejemplo, en la homérica): sería un motivo de deshonor y vergüenza. Y el código moral de una sociedad caballeresca parecería un código criminal contra los derechos humanos en una sociedad democrática moderna. 
Es muy simple. ¿Para qué necesitamos engañarnos en vano?»
 Ibid.

En la misma línea y en la misma obra, el ensayista guipuzcoano descalifica los valores democráticos llamándolos «valores judeocristianos».
Fueron precisamente sus trabajos acerca de Mirande los que le valieron la fama a Azurmendi, puesto que el repentino interés que la obra del primero suscitó a finales de la década de 1970-1980 en algunos sectores del nacionalismo vasco se acabó extendiendo a sus exégetas. Como resultado de ello, Azurmendi pudo publicar en 1992 su obra más extensa, Espainolak eta euskaldunak (“Los españoles y los euskaldunes”), que había escrito en 1976 pero que había permanecido inédita desde entonces. 
En sus páginas, el autor expone su propia perspectiva de la historia vasca, que según él se resume en el afán del pueblo vasco por permanecer independiente y libre de todo lo que huela a romanización: 

«Durante los tenebrosos y bárbaros siglos posteriores a la decadencia del Imperio Romano, Euskal Herria ha comenzado a ser independiente y ha sido contumazmente independentista. Autónoma y autonomista acérrima».
Los españoles y los euskaldunes, Fuenterrabía, Ed. Hiru, 1995, pág. 51.

Sostiene que existe una división entre vascos romanizados y los que no se han dejado romanizar que llega hasta nuestros días: 

«Euskal Herria es hoy un hospital de conciencias. La mayoría somos pedazos: medio euskaldunes, tres cuartos de euskaldunes. El trabajo y la lucha decidirán qué gente saldrá de este caos, si la nación vasca o, por el contrario, españoles romanizados. Que cada cual vea adónde le lleva el trabajo que está realizando».
Ibid., pág. 522.

Esta cosmovisión etnonacionalista o nacionalista étnica se plasma ya en sus primeros trabajos, tales como Hizkuntza, etnia eta marxismoa (1971). 
También es reseñable la concepción que Azurmendi tiene de la historia no como objeto de interés por sí mismo, sino por su utilidad ideológica y política: 

«[…] en lo referente a la historia, […] seguimos en la anterior lucha de ideologías, obviamente. La historia no nos importa en sí misma. Es el interés político el que nos lleva a la historia. En esencia, lo que discutimos en la historia es el presente. Buscamos el presente en la historia y, de este modo, desearíamos reconstruir el presente, es decir, retroceder. Pretendemos fabricar el futuro en el presente».
Ibid., pág. 503.

Su obra surge y se desarrolla en una época de crisis, sea esta cultural, política o de valores. Crisis que entiende como posibilidad para nuevas oportunidades y no como algo negativo. Es por ello que todo su pensamiento gira en torno a la defensa de la libertad en todos los ámbitos, pero sobre todo en la conciencia y en el pensamiento. Consecuentemente, lejos de querer huir de dicha crisis, trata de meditar en su obra el modo de vivir en tal situación. Para ello adopta una perspectiva relativista y, una vez que la modernidad nos haya dejado sin una base sólida, lucha contra los últimos vestigios del dogmatismo al que tiende una sociedad en crisis. En ese sentido, por ejemplo, se muestra crítico con el estado moderno al que acusa de ser la nueva iglesia que controla las conciencias. Critica la instrumentalización de la moral o, dicho de otro modo, cómo los políticos, en vez de solucionar los problemas en su ámbito, huyen al terreno de la moral para ocultar sus responsabilidades bajo el manto de unos supuestos principios absolutos.
Es importante su aportación en el cuestionamiento de las lecturas canónicas que se han construido sobre distintos temas. Especialmente destacable, gracias a su erudición y formación alemana, es la interpretación que hace sobre la ilustración alemana. En ese contexto desmonta la aparente oposición entre la ilustración francesa y el romanticismo alemán, y crea una nueva perspectiva para pensar los distintos aspectos que se derivan de dicha oposición. De ese modo, en contra de algunos intelectuales españoles y franceses, defiende que el nacionalismo surge en Francia (Montesquieu, Voltaire, Rousseau, Ernest Renan) y que posteriormente será reinterpretado por los ilustrados y románticos alemanes. De ese modo cuestiona el modo en que se les atribuye un nacionalismo metafísico a autores como Goethe, Schiller, Herder o Humboldt.
Del mismo modo ha dedicado una parte importante de su obra en la recuperación y reinterpretación de pensadores vascos, despojándolos de distintos tópicos. Destacable es su investigación sobre Jon Mirande, Orixe, Unamuno y otros.
Es un autor que ha meditado desde y para la cultura vasca. Se considera influenciado por los autores vascos de la posguerra, por ejemplo, en cuestiones como el del lenguaje. En ese ámbito ha investigado, también, a autores como Heidegger, Wittgenstein, George Steiner o Humboldt. Por todo ello, que su vasta obra la haya producido en euskera guarda plena coherencia con su pensamiento.

## Obras
En la base de datos Inguma de la comunidad científica vasca aparecen más de 160 escritos suyos.

### Ensayo
- Hizkuntza, etnia eta marxismoa (1971, Euskal Elkargoa)
- Kolakowski (1972, EFA): coautor Joseba Arregi
- Kultura proletarioaz (1973, Jakin EFA)
- Iraultza sobietarra eta literatura (1975, Gero Mensajero)
- Gizona Abere hutsa da (1975, EFA)
- Zer dugu Orixeren kontra? (1976, EFA Jakin)
- Zer dugu Orixeren alde? (1977, EFA Jakin)
- Artea eta gizartea (1978, Haranburu)
- Errealismo sozialistaz (1978, Haranburu)
- Mirande eta kristautasuna (1978, GAK)
- Arana Goiriren pentsamendu politikoa (1979, Hordago Lur)
- Nazionalismo Internazionalismo Euskadin (1979, Hordago Lur)
- PSOE eta euskal abertzaletasuna (1979, Hordago Lur)
- Schopenhauer, Nietzsche, Spengler, Miranderen pentsamenduan (1989, Susa)
- Miranderen pentsamendua (1989, Susa)
- Gizaberearen bakeak eta gerrak (1991, Elkar)
- Espainolak eta euskaldunak (1992, Elkar)
- Karlos Santamaria. Ideiak eta ekintzak (1994, Gipuzkoako diputazioa (Argitaratu gabe))
- Demokratak eta biolentoak (1997, Elkar)
- Teknikaren meditazioa (1998, Kutxa Fundazioa)
- Oraingo gazte eroak (1998, Enbolike)
- Euskal Herria krisian (1999, Elkar)
- Etienne Salaberry. Bere pentsamenduaz (1903-2003) (2003, Egan)
- Espainiaren arimaz (2006, Elkar)
- Volksgeist. Herri gogoa (2008, Elkar)
- Humboldt. Hizkuntza eta pentsamendua (2007, UEU)
- Azken egunak Gandiagarekin (2009, Elkar)
- Bakea gudan (2012, Txalaparta)
- Barkamena, kondena, tortura (2012, Elkar)
- Karlos Santamariaren pentsamendua (2013, Jakin, EHU)
- Historia, arraza, nazioa (2014, Elkar)
- Gizabere kooperatiboaz (2016, Jakin)
- Hizkuntza, Nazioa, Estatua (2017, Elkar)

### Poesía
- Hitz berdeak (1971, EFA)
- XX. mendeko poesia kaierak - Joxe Azurmendi (2000, Susa), edición de Koldo Izagirre.

## Premios
- 1978: Premio Irun Hiria por la obra Mirande eta kristautasuna.
- 1998: Premio Irun Hiria por la obra Teknikaren meditazioa.
- 2005: Premio Juan San Martín por la obra Humboldt: Hizkuntza eta pentsamendua.
- 2010: Premio Euskadi Literatura Saria, en la modalidad de ensayo, por la obra Azken egunak Gandiagarekin.
- 2012: Premio Eusko Ikaskuntza.
- 2012: Premio Dabilen Elea
- 2015: Premio Euskadi Literatura Saria, en la modalidad de ensayo, por la obra Historia, arraza, nazioa : Renan eta nazionalismoaren inguruko topiko batzuk.